# Соленодонзавр
Соленодонзавр (лат. Solenodonsaurus) — род вымерших примитивных четвероногих-рептилиоморф, живших во времена верхнего каменноугольного периода (311,45—306,95 млн лет назад) на территории современной Чехии. К роду относят единственный вид — Solenodonsaurus janenschi.
Ящерицеобразное животное длиной около 60—80 см, с треугольной головой, острыми зубами. Зубы не «лабиринтодонтные». Вероятно, хищник или охотник за крупными насекомыми. Череп анапсидный, с неглубокой вырезкой, которая, вероятно, не служила для крепления барабанной перепонки. Конечности короткие, массивные. Невральные дуги, в отличие от сеймуриаморф и диадектид, невысокие. Есть брюшной панцирь из удлинённых чешуй, округлые спинные чешуйки.
Описан Ф. Бройли в 1924 году из верхнего карбона Ниржани в Богемия (Чехия). Известны несколько неполных скелетов, черепа плохо сохранились, что затрудняет установление родственных связей. Бройли считал соленодонзавра «котилозавром». Строение его позвонков (крупный цилиндрический плевроцентр, мелкие интерцентры) сходно с сеймуриаморфами, диадектами и ранними амниотами. Кладистический анализ показывает родство соленодонзавра с гефиростегами.